# مصفاة مأرب
مصفاة مأرب هي إحدى أهم المنشآت الانتاجية النفطية في اليمن، تم إنشاء المصفاة عام 1986م من قبل شركة هنت بطاقة إنتاجية تقدر بحوالي (10) ألف برميل / اليوم لإنتاج (بنزين، ديزل، مازوت)، وذلك لقربها من حقول النفط المنتجة من القطاع 18 بمأرب، لأغراض توفير احتياجات العمليات البترولية، وتوفير جزء من احتياجات الإستهلاك المحلي، وبعد انتهاء عقد التشغيل الموقع مع شركة هنت سلمت إلى الحكومة اليمنية في ديسمبر 1995م.
وقد تولى قيادة الشركة المهندس مسعد الصباري حتى صدور القرار الجمهوري رقم 121 لسنة 2010م والذي قضى بتعيين الاستاذ عبدالكريم حسن شجاع الدين مديراً عاماً تنفيذياً للشركة.